# Asociación para la Organización de Ferias y Certámenes Discográficos
La Asociación para la Organización de Ferias y Certámenes Discográficos, también conocida como ASOFED, es una asociación de ámbito internacional dedicada a la difusión de la cultura audiovisual.

## Actividades
Entre otras actividades, ASOFED ha organizado XXV ediciones de la Feria del Disco de Valladolid, IV ediciones de la Feria del Disco de Aranda de Duero, I edición del Disco de Noja (Cantabria), IV Salones del Disco de Medina del Campo, distintas ediciones de Ferias del Disco en ciudades como Madrid, Bilbao, Oporto, Vitoria, La Coruña, Orense, Vigo, Pontevedra, Santiago de Compostela, Gijón, Oviedo, Santander, Burgos, León, Palencia, Pamplona, Miranda de Ebro, Granada, Córdoba, Elche, Alcoy, entre otras.
ASOFED así mismo ha organizado el primer y segundo salón del Cómic de Castilla y León en Valladolid, y también ha organizado salones del cómic en Medina del Campo y Aranda de Duero, contando con la presencia de ilustres ilustradores como Jesús Redondo (último dibujante de El Capitán Trueno), Manuel García (que ha trabajado en DC Comics y Marvel), Marc Rueda, Janina Görrissen, Lidia Fernández, Cristina Ortega, Raúl Allen, David Aja, Miguel Ángel Martín, entre otros.
ASOFED organizó las actividades musicales, así como talleres y exposiciones en la Villa de la Fantasía de la Villa del Libro de Urueña en las Navidades 2009/2010.
ASOFED, fue la encargada de organizar todas las actividades musicales (feria del disco, exposiciones, exhibiciones de baile y actuaciones) en todas las ediciones de Expojoven organizadas por la Junta de Castilla y León. Por otra parte, ASOFED ha realizado exposiciones de temática musical, entre otras: Historia Musical de Valladolid, Rolling Stones Una Gran Historia, La Historia de la Música Pop Rock a Través del Single, Julio Iglesias La vida sigue igual.
Así mismo, ha realizado exposiciones con el cómic como protagonista: El Cómic y el Vino en el Museo Provincial del Vino (Peñafiel, Valladolid), y Viñetas con Historia con el Ayuntamiento de Medina del Campo y actualmente se encuentra en proceso de publicar un libro sobre la Historia Musical de Valladolid.
Destacar que ASOFED realiza todo tipo de actividades culturales (salones de música y cine, exhibiciones de baile, karaoke, cine al aire libre, magia, conciertos, audiovideo, conferencias dé música y cómic). ASOFED dispone de personal especializado en diseño gráfico (carteles, web).